# 국경역
국경역(國境驛)은 두 나라 사이의 국경을 통과하기 위한 세관, 출입국 심사, 검역(CIQ) 시설이 있는 철도역이다. 철도 운행상으로는 나라를 넘어가기 위한 기관차 교체, 궤간이 다른 경우에는 대차 교환이나 궤간 변경 등이 진행된다. 두 나라 모두에 대응되는 보안 장치가 장착되어 있거나, 전철화되어 있는 경우 두 나라 모두의 전력 방식을 지원한다면 동력차 교체 없이 직통 운행이 가능하다. 직통 운행에 기술적인 문제가 없음에도 불구하고 운행 상황에 따라서 기관차를 교체하기도 한다.
유럽 최초의 국경역은 1842년 8월 7일에 영업을 시작한 프랑스와 벨기에간 국경에 있는 벨기에 철도 97호선의 키에브랭역(Gare de Quiévrain)이다. 노선 개통식에는 레오폴 1세가 참석했다. 프랑스 방면으로의 노선은 1842년 11월 14일에 건설되었으나, 프랑스의 발랑시엔 방면에서 노선이 연결되지 않았기 때문에 국경 횡단 기능 수행은 이후에 진행되었다. 1843년에는 프로이센 왕국과 벨기에간 국경에 헤르베스탈역(Bahnhof Herbesthal)이 설치되었다.
스위스와 이탈리아의 국경역인 키아소역은 조차장의 기능을 겸한다. 바일암라인에 있는 바젤 바디셔역의 조차장역은 일부가 스위스 영토에 속해 있으나, 조차장역 일부까지 독일의 관세영역에 속해 있다. 이를 통해서 뢰어라흐 방면 화물 열차는 독일 관세영역을 벗어나지 않은 것으로 간주된다. 스위스 무텐츠 쪽의 조차장역 건설에 따라서 독일 쪽 조차장의 기능이 축소되었다. 독일과 체코의 국경역인 바이에리슈 아이젠슈타인역은 대합실 내부로 국경이 통과한다.
국가간 영토 조정이 발생하면 국경역이 이동되기도 한다. 누벨아브리쿠르역(Gare de Nouvel-Avricourt)은 1871년부터 1918년까지는 프랑스와 독일의 국경역이었으나, 알자스로렌이 프랑스에 양도된 후 국경역의 기능을 잃었다. 독일의 분단기 양독국경의 국경역은 베를린 프리드리히슈트라세역, 포츠담 그리브니츠제역, 슈반하이데역, 게르스퉁겐역, 프로브스첼라역, 구텐퓌르스트역, 헬름슈테트/마리엔보른역이 있었다. 제딘역 남부는 동독에 있었으나 화물 환적 기능이 있었기 때문에 국경 시설이 갖춰져 있었다. 이들은 통일 이후에 단순한 정차역 내지 통과역으로 격하되었다.
유럽 연합 및 솅겐 조약 회원국간의 국경에서는 세관 검사와 출입국 심사가 진행되지 않기 때문에 국경역의 기능도 이에 따라서 축소되었다. 환전상 역시 유로존 국가간의 국경에서는 찾아보기 어려워졌다. 반면 유럽 연합 및 솅겐존 외부 국경의 국경 심사 기능은 계속 유지되고 있다(예: 튀르키예-불가리아 국경).

## 세계의 국경역

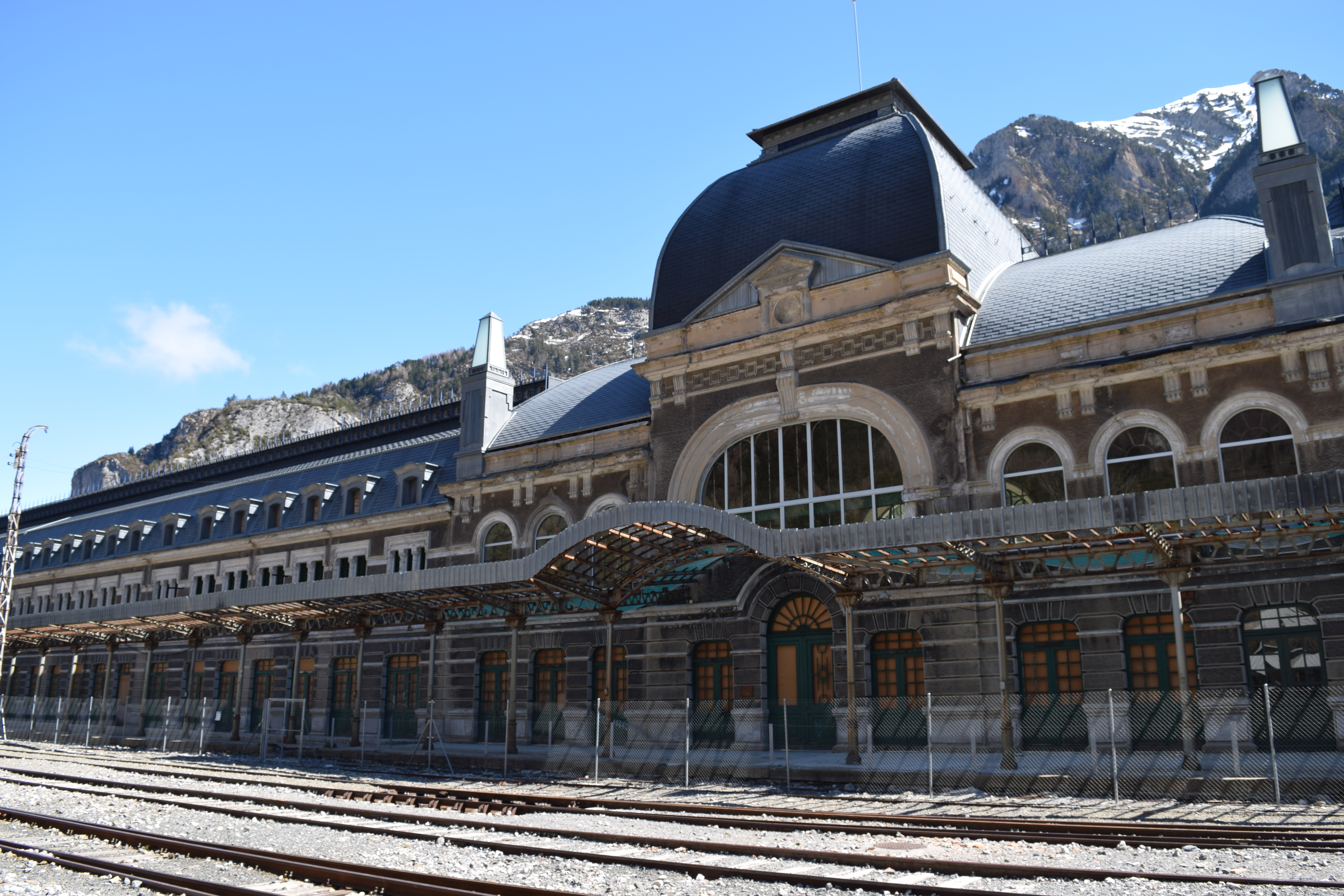
칸프랑크 국제역: 스페인과 프랑스의 국경역
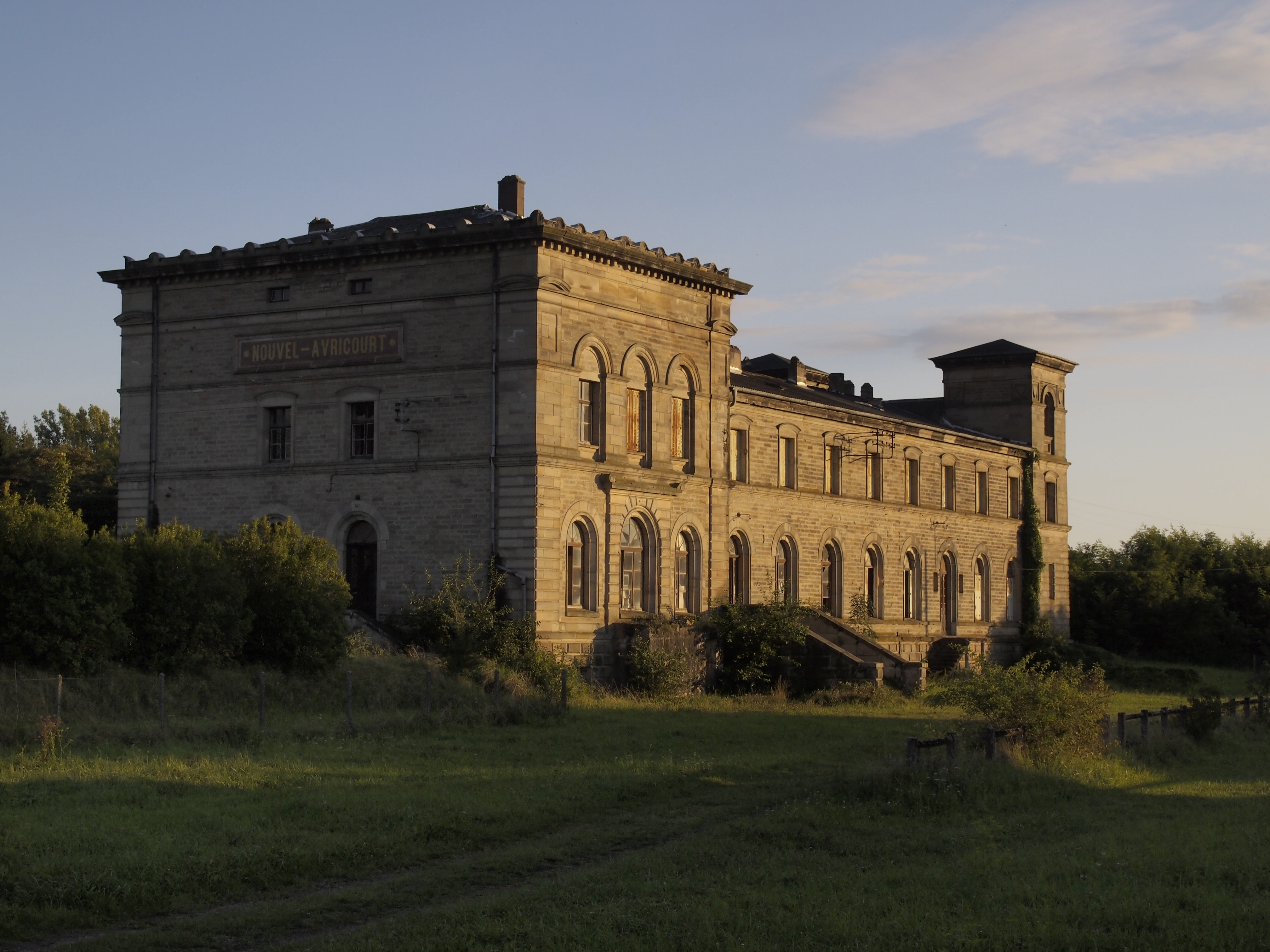
누벨아브리쿠르역: 프랑스와 독일제국의 국경역
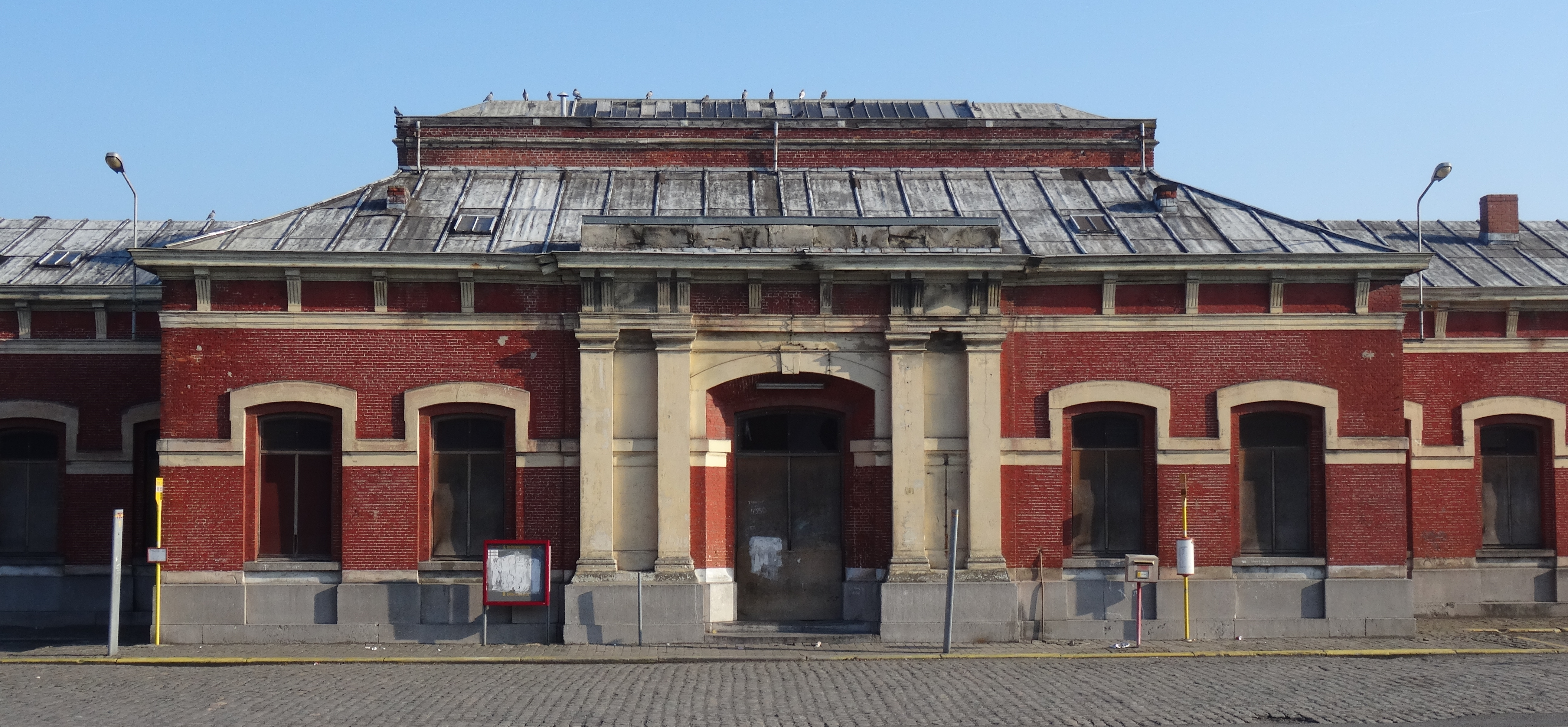
키에브랭역: 벨기에와 프랑스의 국경역
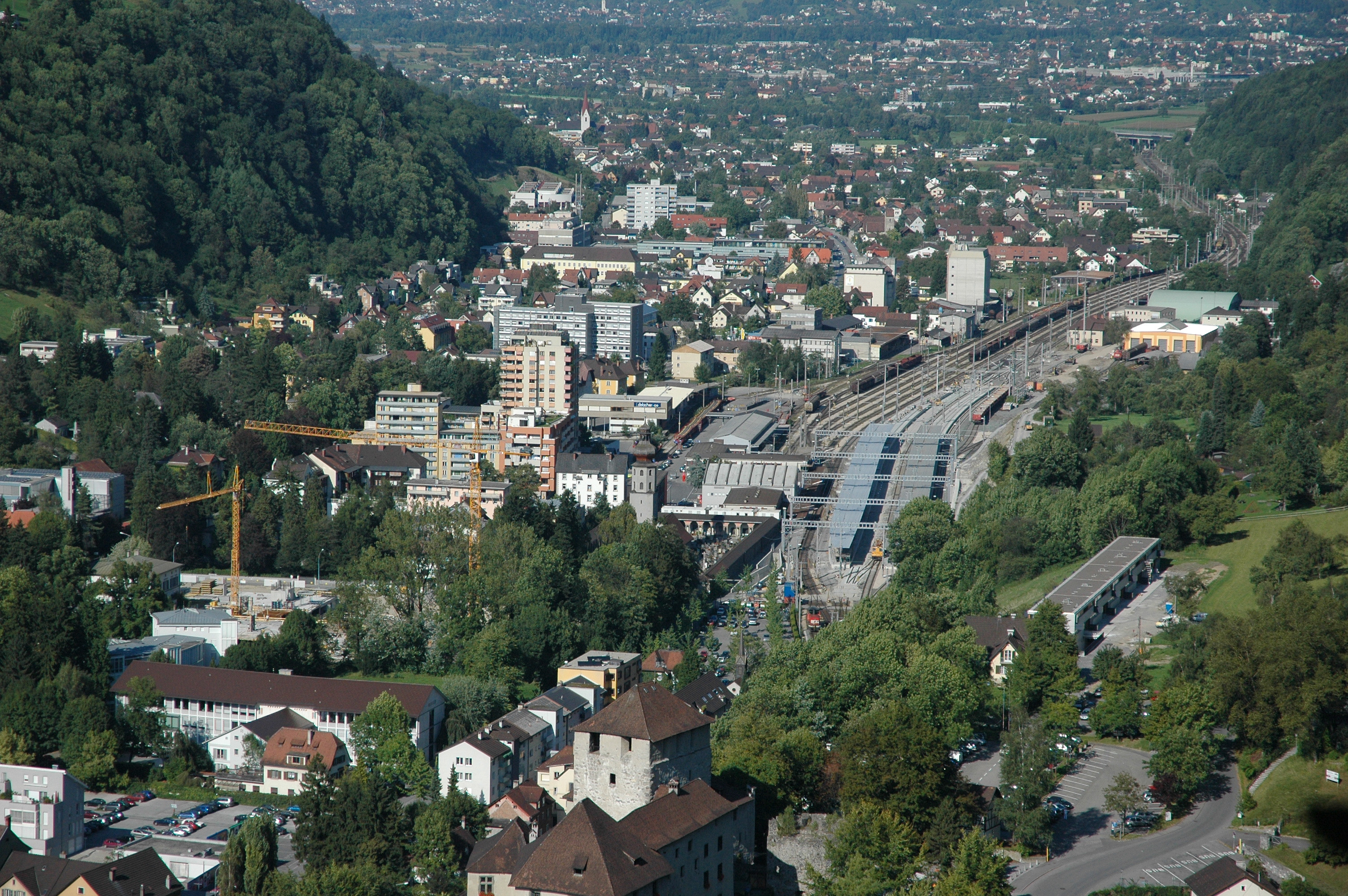
펠트키르히역: 오스트리아와 리히텐슈타인의 국경역
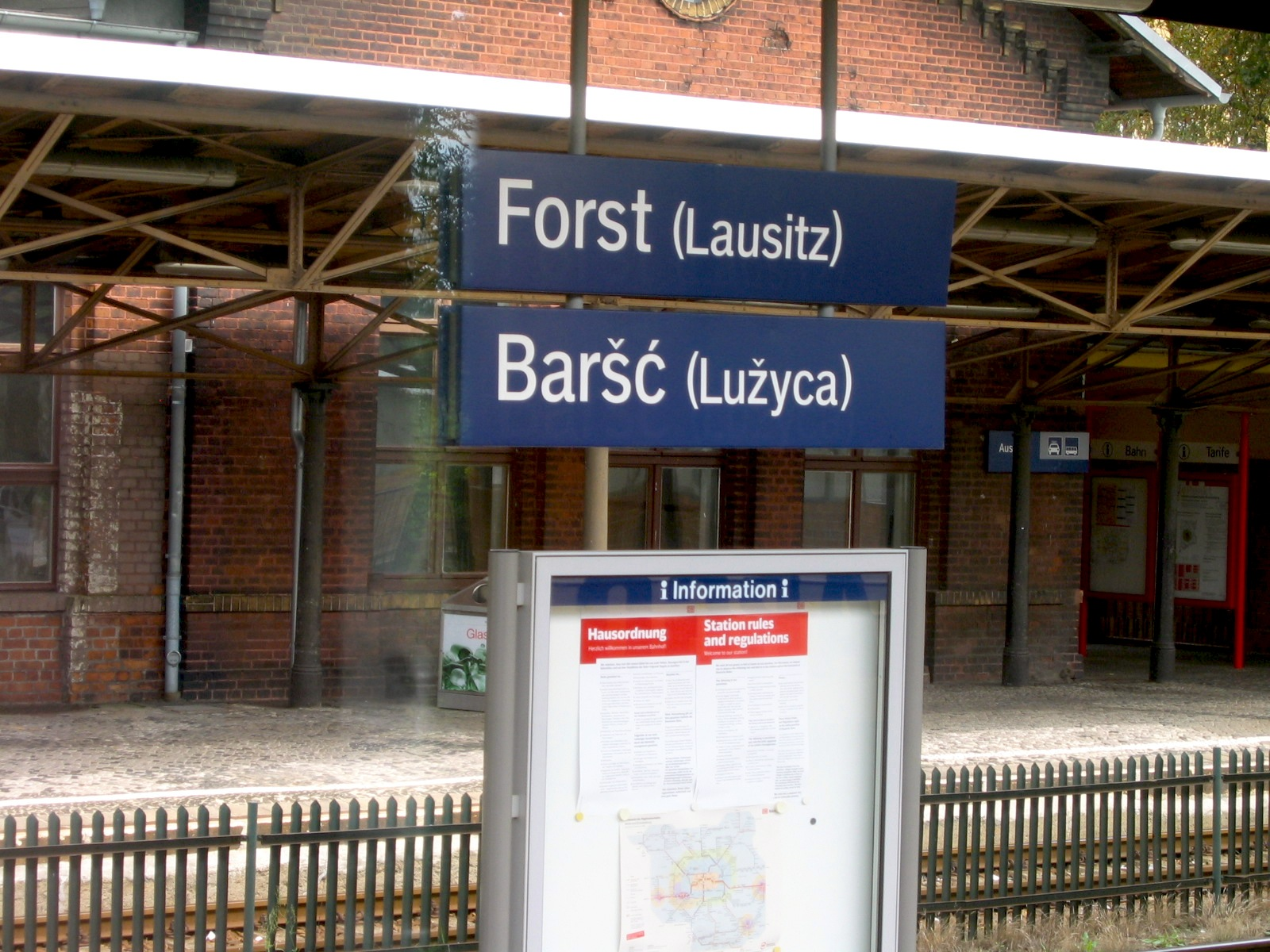
포르스트 (라우지츠)역: 독일과 폴란드의 국경역
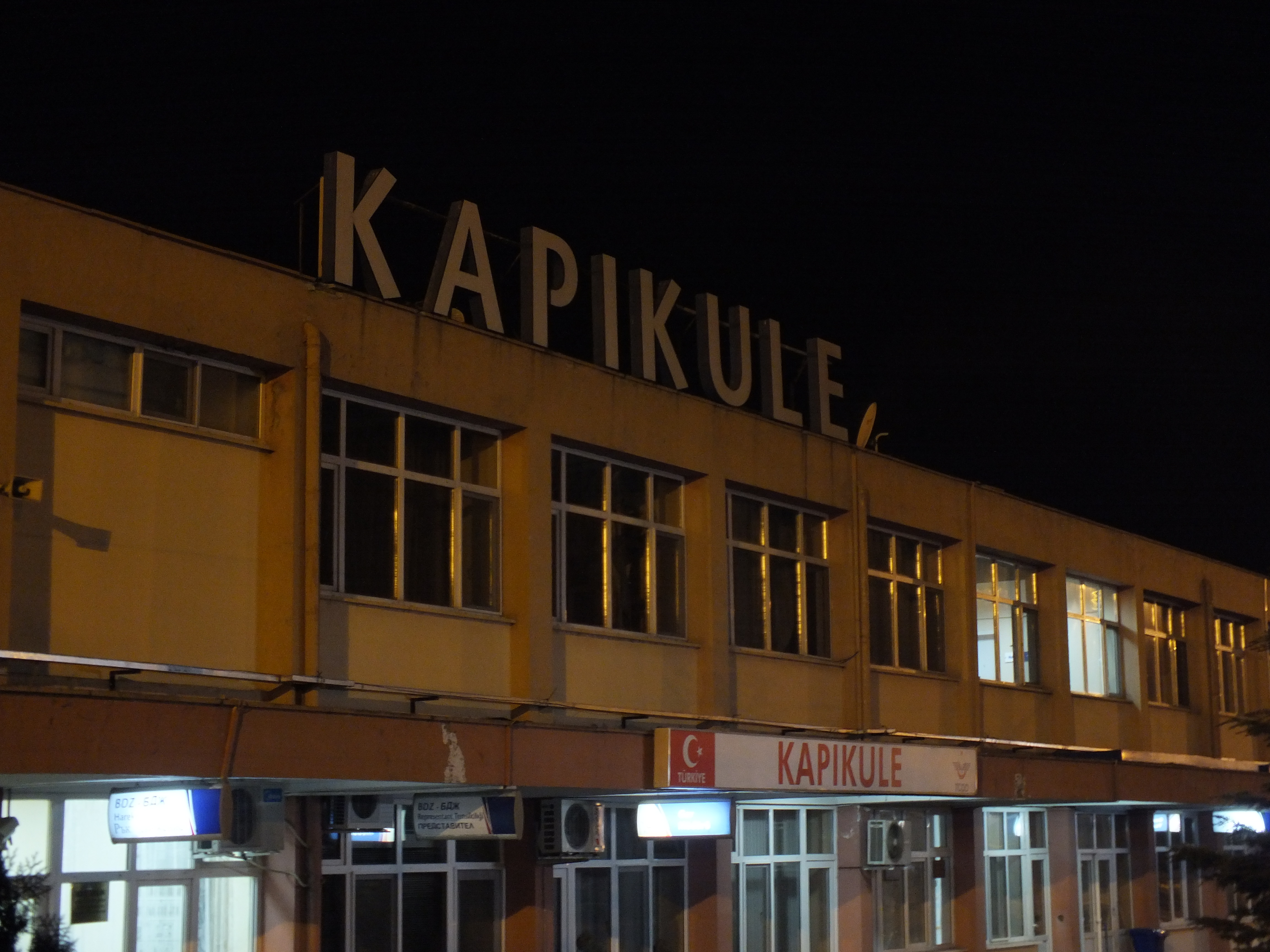
카프쿨레역: 튀르키예와 불가리아의 국경역
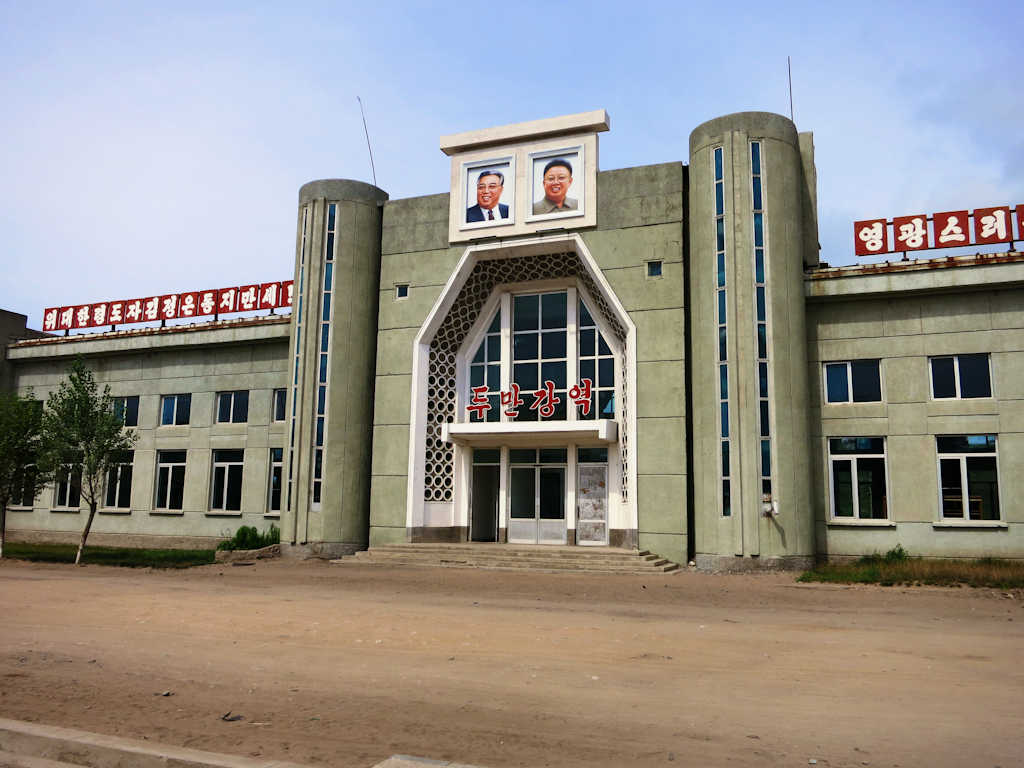
두만강역: 조선민주주의인민공화국과 러시아의 국경역

## 참고 문헌
- Gerhard Greß: 1989: Grenzenlos auf deutschen Schienen. Eisenbahn-Kurier Special 54, Freiburg 1999